# The Boy With the X-Ray Eyes
The Boy With the X-Ray Eyes är den brittiska rockgruppen Babylon Zoos debutalbum, utgivet den 5 februari 1996. Albumet utgavs på CD, kassettband och LP. Albumet nådde som bäst en fjärdeplats på Finlands officiella lista.

## Låtlista
Alla låtar är skrivna av Jas Mann.
1. "Animal Army" – 5:55
2. "Spaceman" – 5:41
3. "Zodiac Sign" – 4:58
4. "Paris Green" – 4:43
5. "Confused Art" – 4:32
6. "Caffeine" – 6:34
7. "The Boy with the X-Ray Eyes" – 4:27
8. "Don't Feed the Animals" – 1:38
9. "Fire Guided Light" – 6:43
10. "Is Your Soul for Sale?" – 5:52
11. "I'm Cracking Up I Need a Pill" – 3:46